# هليون ناعم
نبات الهليون الناعم أو الأسبرجس الناعم أو أسبرجس فينو (بالإنجليزية: Asparagus setaceus)‏ من نباتات الزينة التي تتمتع بجمال خاص وذلك لشكل أوراقها الرقيقة والجذابة، وهذا النبات يصلح للتربية داخل المنازل وهو من النباتات المقاومة والجيدة النمو، وهذا النبات موطنه الأصلي جنوب أفريقيا.
ويوجد من هذا النبات صنف يسمى نانس A.plumosus Nanus ويعتبر من احسن الأصناف التي تستعمل في داخل المنازل نظراً لرقة الاوراق ولونها الأخضر الناصع.

## متطلبات النبات
يتطلب نبات الأسبرجس الناعم توفير بعض المتطلبات حتى تكون البيئة التي ينمو فيها مناسبة لحياة النبات، فهذا النبات ينمو في الأماكن الظليلة التي بها ضوء ساطع من دون التعرض المباشر للشمس مع توافر هواء نقى، كما يحتاج إلى درجة حرارة مناسبة وغالبا ما تكون بين 10 إلى 22 درجة مئوية، والرطوبة المناسبة لهذا النبات هي الرطوبة المعتدلة وخاصة عند 22 درجة مئوية.

## العناية بالنبات
يحتاج الأسبرجس الناعم إلى الرى بغزارة خلال أشهر الربيع والصيف، كما يحتاج إلى التسميد أسبوعياً ويفضل أن يكون السماد سماد مركب بمقدار 2 جرام لكل لتر من الماء مرة كل أسبوعين خلال موسم النمو الصيفي، وترش الأوراق بالماء بين وقت وأخر في حالة ارتفاع درجة الحرارة.
ويكون التكاثر في هذا النبات بالتفصيص أو البذور.